# Antissemitismo de Joseph Stalin
A alegação de um antissemitismo por parte de Joseph Stalin é muito discutida por historiadores. Embora o líder soviético fizesse parte de um movimento que incluiu judeus e rejeitou ostensivamente o antissemitismo, em sua vida privada ele demonstrou uma atitude de desprezo para com os judeus em diversas ocasiões como testemunhado pelos seus contemporâneos e documentado por fontes históricas. Stalin entendia que os judeus possuíam um caráter nacional, mas que não eram uma nação e, portanto, eram inassimiláveis. Para ele, o nacionalismo judaico, e em especial o sionismo, era hostil ao socialismo. Em 1939, ele reverteu a política comunista e deu início a uma cooperação com a Alemanha nazista que incluiu a remoção de judeus importantes do Kremlin. Como ditador da União Soviética, ele promoveu políticas repressivas que impactaram notavelmente os judeus logo após a Segunda Guerra Mundial, especialmente durante a campanha anticosmopolita. Na altura da sua morte, planejava uma campanha ainda maior contra os judeus, que incluía a deportação de todos os judeus da União Soviética para o Cazaquistão do Norte. Segundo o seu sucessor Nikita Khrushchov, Stalin fomentou o complô dos médicos como pretexto para novas repressões antijudaicas.
Publicamente, Stalin condenou o antissemitismo, embora tenha sido repetidamente acusado disso. Pessoas que o conheceram, como Khrushchev, sugeriram que durante muito tempo ele manteve sentimentos negativos em relação aos judeus. Tem sido argumentado que o caráter antissemita de suas políticas deriva da luta de Stalin contra Leon Trotsky.[10] Após a morte de Stalin, Khrushchev afirmou que Stalin o encorajava a incitar o antissemitismo na Ucrânia, supostamente dizendo-lhe que "os bons trabalhadores da fábrica deveriam receber porretes para que pudessem espancar aqueles judeus".[11] Em 1946, Stalin teria dito em particular que "todo judeu é um espião em potencial".  Robert Conquest afirmou que, embora Stalin contasse com associados judeus, ele promovia o antissemitismo. Robert Service apontou que não houve nenhuma evidência irrefutável de antissemitismo na obra publicada de Stalin, embora suas declarações privadas e ações públicas fossem "inegavelmente uma reminiscência de antagonismo grosseiro contra os judeus"; Service acrescentou que ao longo da vida de Stalin, ele "seria amigo, associado ou líder de inúmeros indivíduos judeus". Segundo Beria, ele teve casos com mulheres judias. 

## História

### Primeiros anos
Nenhum aspecto da criação de Stalin em Gori, Geórgia, de sua educação em um seminário ortodoxo em Tiflis ou de suas atividades políticas até 1906 se destaca como justificativa para o antissemitismo posterior. As interações com judeus eram pouco frequentes e dificilmente o incomodavam. Ele começou a encontrar-se com os judeus com mais frequência no Congresso de Estocolmo, incluindo revolucionários zelosos cuja concorrência ele poderia ter ressentido.

A primeira retórica antissemita de Stalin surgiu em relação à rivalidade entre as facções políticas bolchevique e menchevique. Os judeus eram ativos em ambos os grupos, mas mais proeminentes entre os mencheviques. Stalin tomou nota das proporções étnicas representadas em cada lado, como observado em um relatório de 1907 sobre o Congresso publicado no Bakinsky rabochy (Trabalhador de Baku), que contém uma piada grosseira sobre "um pequeno pogrom" (погромчик) que Stalin atribuiu ao então bolchevique Grigory Aleksinsky:
Não menos interessante é a composição do congresso do ponto de vista das nacionalidades. As estatísticas mostraram que a maioria da facção menchevique é composta por judeus — e isso, é claro, sem contar os bundistas — depois vêm os georgianos e depois os russos. Por outro lado, a esmagadora maioria da facção bolchevique é constituída por russos, depois dos quais vêm os judeus — sem contar, claro, os polacos e os letões — e depois os georgianos, etc. Por esta razão, um dos bolcheviques observou em tom de brincadeira (parece o camarada Aleksinsky) que os mencheviques são uma facção judaica e os bolcheviques uma facção russa genuína, pelo que não seria uma má ideia para nós, bolcheviques, organizar um pequeno pogrom no partido.

### 1917 a 1930
Embora os bolcheviques considerassem toda atividade religiosa como superstição contracientífica e um resquício da antiga ordem pré-comunista, a nova ordem política estabelecida pelo Soviete de Lenin após a Revolução Russa interrompeu séculos de antissemitismo dos Romanov. O Conselho dos Comissários do Povo adotou um decreto em 1918 condenando todo o antissemitismo e apelando aos trabalhadores e camponeses para o combaterem. Lenin continuou a falar contra o antissemitismo. Campanhas de informação contra o antissemitismo foram conduzidas no Exército Vermelho e em locais de trabalho, e a lei soviética passou a incorporar uma disposição proibindo a propaganda contra qualquer etnia. Instituições patrocinadas pelo Estado de cultura secular iídiche, como o Teatro Estatal Judaico de Moscou, foram estabelecidas na Rússia Soviética e na União Soviética durante esse período, assim como instituições para outras minorias.
Como Comissário do Povo para as Nacionalidades, Stalin foi o membro do gabinete responsável pelos assuntos das minorias. Em 1922, foi eleito o primeiro Secretário-Geral do partido — um cargo ainda não considerado o mais alto do governo soviético. Lenin começou a criticar Stalin logo depois. Em suas cartas de Dezembro de 1922, o já doente Lenin (sua saúde o deixaria incapacitado em 1923-1924) criticou Stalin e Dzerzhinsky pela atitude chauvinista de ambos em relação à nação georgiana durante o caso georgiano. Finalmente tornadas públicas como parte do Testamento de Lenin — que recomendava ao partido a remoção de Stalin do posto de Secretário-Geral — as cartas de 1922 e a recomendação foram ambas retidas da circulação pública por Stalin e pelos seus apoiadores no partido: estes materiais não foram publicados na União Soviética até a desestalinização, em 1956.
Após a morte de Lenin em 21 de janeiro de 1924, o partido manteve oficialmente o princípio da liderança coletiva, mas Stalin logo superou seus rivais no Politburo do Comitê Central. Inicialmente colaborando com membros judeus e meio-judeus do Politburo Grigory Zinoviev e Lev Kamenev contra seu arquirrival judeu Leon Trotsky, Stalin conseguiu marginalizar Trotsky. Em 1929, Stalin também havia marginalizado Zinoviev e Kamenev, obrigando ambos a se submeterem à sua autoridade. O intransigente Trotsky foi forçado ao exílio. De acordo com o historiador polonês Marian Kamil Dziewanowski, Kamenev teve o cargo de presidente da União Soviética negado por sugestão de Stalin devido às suas origens judaicas. Stalin favoreceu Alexei Rikov e colocou-o na posição devido à sua origem russa e camponesa. Quando Boris Bazhanov, secretário pessoal de Stalin que desertou para França em 1928, produziu um livro de memórias com críticas a Stalin em 1930, ele alegou que Stalin tinha explosões antissemitas grosseiras mesmo antes da morte de Lenin.

### Décadas de 1930 e 1940

#### Condenação do antissemitismo em 1931
Em 12 de janeiro de 1931, questionado sobre a atitude soviética em relação ao antissemitismo da Agência de Notícias Judaica dos Estados Unidos, Stalin deu a seguinte resposta:
O chauvinismo nacional e racial é um vestígio dos costumes misantrópicos característicos do período do canibalismo. O antissemitismo, como forma extrema de chauvinismo racial, é o vestígio mais perigoso do canibalismo.

 O antissemitismo é uma vantagem para os exploradores como um para-raios que desvia os golpes lançados pelos trabalhadores contra o capitalismo. O antissemitismo é perigoso para os trabalhadores, pois é um caminho falso que os desvia do caminho certo e os leva para a selva. Portanto, os comunistas, como internacionalistas consistentes, não podem deixar de ser inimigos irreconciliáveis e jurados do antissemitismo.

 Na URSS, o antissemitismo é punível com a máxima severidade da lei por ser um fenômeno profundamente hostil ao sistema soviético. Segundo a lei da URSS, os antissemitas ativos são passíveis de pena de morte. 

#### Estabelecimento do Oblast Autônomo Judaico
Em 1928, uma alternativa à Terra de Israel foi estabelecida com a ajuda da Komzet e da OZET para compensar as crescentes aspirações nacionais e religiosas judaicas do sionismo e categorizar com sucesso os judeus soviéticos sob a política de nacionalidade de Stalin. O Oblast Autônomo Judaico, com centro em Birobidzhan, no Extremo Oriente Russo, se tornaria um "Sião Soviético". O iídiche, em vez do hebraico "reacionário", seria a língua nacional, e a literatura e as artes socialistas proletárias substituiriam o judaísmo como a quintessência da cultura. Apesar de uma enorme campanha de propaganda estatal nacional e internacional, a população judaica nunca chegou a 30% (em 2003, era apenas cerca de 1,2%). O experimento foi interrompido em meados da década de 1930, durante a primeira campanha de expurgos de Stalin, já que os líderes locais não foram poupados durante os expurgos.

#### Grande Expurgo
Em 1936-1937, teve início o período mais severo de repressão em massa de Stalin, o Grande Expurgo (ou Grande Terror), que envolveu a execução de mais de meio milhão de cidadãos soviéticos acusados de traição, terrorismo e outros crimes antissoviéticos. A campanha teve como alvo principal os antigos oponentes de Stalin e outros velhos bolcheviques, e incluiu um expurgo em grande escala do Partido Comunista da União Soviética, a repressão de camponeses kulaks, de líderes do Exército Vermelho e de cidadãos comuns acusados de conspirar contra o governo de Stalin. Embora muitas das vítimas do Grande Expurgo fossem judeus étnicos ou religiosos, eles não foram especificamente visados como um grupo étnico durante esta campanha, de acordo com Mikhail Baitalsky, Gennady Kostyrchenko, David Priestland, Jeffrey Veidlinger, Roy Medvedev e Edvard Radzinsky .

#### A reaproximação germano-soviética e o Pacto Molotov-Ribbentrop
Durante o seu encontro com o ministro dos Negócios Estrangeiros da Alemanha nazista, Joachim von Ribbentrop, Stalin prometeu-lhe livrar-se da "dominação judaica", especialmente na intelligentsia. Após demitir Maxim Litvinov do cargo de Ministro dos Negócios Estrangeiros em 1939, Stalin ordenou imediatamente ao novo ministro, Vyacheslav Molotov, que "expurgasse os judeus do ministério", para apaziguar Hitler e sinalizar à Alemanha nazista que a URSS estava pronta para as negociações de não agressão. Muitas figuras judaicas, como Alexander Weissberg-Cybulski e Fritz Houtermans, foram presas em 1937 pela NKVD e entregues à Gestapo.
As tendências antissemitas nas políticas de Stalin foram alimentadas pela sua luta contra Leon Trotsky e pela sua base global de apoio. No final das décadas de 1930, 1940 e 1950, muito menos judeus foram nomeados para cargos de poder no aparato estatal do que antes, com uma queda acentuada na representação judaica em cargos de alto escalão, que se tornou evidente no final da década de 1930, com a reaproximação com a Alemanha nazista. O percentual de judeus em posições de poder caiu para 6% em 1938 e para 5% em 1940.

#### Realocação e deportação de judeus durante a guerra
Após a invasão soviética da Polônia, Stalin iniciou uma política de deportação de judeus para o Oblast Autônomo Judaico e outras partes da Sibéria. Ao longo da guerra, movimentos semelhantes foram executados em regiões consideradas vulneráveis à invasão nazista pelos vários grupos étnicos alvos do genocídio nazista. Quando essas populações chegavam aos seus destinos, o trabalho era muitas vezes árduo e eram submetidas a condições precárias devido à falta de recursos causada pelo esforço de guerra.

### Depois da Segunda Guerra Mundial
A experiência do Holocausto, que resultou no assassinato de aproximadamente seis milhões de judeus na Europa sob ocupação nazista e deixou milhões de pessoas desabrigadas e deslocadas, contribuiu para a crescente preocupação com a situação do povo judeu em todo o mundo. No entanto, o trauma deu nova vida à ideia tradicional de um povo judeu comum e se tornou um catalisador para o renascimento da ideia sionista de criar um estado judeu no Oriente Médio. A Região Autônoma Judaica experimentou um renascimento quando o governo soviético patrocinou a migração de cerca de 10.000 judeus do Leste Europeu para Birobidjã em 1946-1948. No início de 1946, o Conselho de Ministros da URSS anunciou um plano para construir novas infraestruturas, e Mikhail Kalinin, um defensor do projecto Birobidjã desde o final da década de 1920, declarou que ainda considerava a região um "estado nacional judeu" que poderia ser revivido através do "trabalho criativo".

#### Israel
A partir do final de 1944, Stalin adotou uma política externa pró-sionista, aparentemente acreditando que o novo país seria socialista e aceleraria o declínio da influência britânica no Oriente Médio. Assim, em novembro de 1947, a União Soviética, juntamente com os outros países do bloco soviético, votou a favor do Plano de Partilha das Nações Unidas para a Palestina, que abriu caminho para a criação do Estado de Israel. Em 17 de maio de 1948, três dias após Israel declarar sua independência, a União Soviética se tornou o primeiro estado a reconhecer oficialmente Israel. Na Guerra Árabe-Israelense de 1948, a União Soviética apoiou Israel com armamento fornecido pela Checoslováquia.
No entanto, Stalin iniciou um novo expurgo reprimindo seus aliados de guerra, o Comitê Antifascista Judaico. Em janeiro de 1948, Solomon Mikhoels foi assassinado em Minsk por ordens pessoais de Stalin. Seu assassinato foi disfarçado como um acidente de carro com fuga. Mikhoels foi levado para uma datcha do MGB e morto, junto com seu colega não judeu Golubov-Potapov, sob a supervisão do vice-ministro da Segurança do Estado de Stalin, Sergei Ogoltsov. Os seus corpos foram depois abandonados à beira de uma estrada em Minsk.

Apesar da disposição inicial de Stalin em apoiar Israel, vários historiadores especulam que o antissemitismo no final da década de 1940 e início da década de 1950 foi motivado pela possível percepção de Stalin dos judeus como uma potencial "quinta coluna" à luz de um Israel pró-Ocidente no Oriente Médio. Orlando Figes sugere que
"Após a fundação de Israel em maio de 1948, e seu alinhamento com os EUA na Guerra Fria, os 2 milhões de judeus soviéticos, que sempre permaneceram leais ao sistema soviético, foram retratados pelo regime stalinista como uma potencial quinta coluna. Apesar de sua antipatia pessoal pelos judeus, Stalin foi um dos primeiros apoiadores de um estado judeu na Palestina, que ele esperava transformar em um satélite soviético no Oriente Médio. Mas, como a liderança do estado emergente se mostrou hostil às abordagens da União Soviética, Stalin ficou cada vez mais com medo do sentimento pró-israelense entre os judeus soviéticos. Seus medos se intensificaram como resultado da chegada de Golda Meir a Moscou no outono de 1948 como a primeira embaixadora israelense na URSS. Em sua visita a uma sinagoga de Moscou no Yom Kippur (13 de outubro), milhares de pessoas se enfileiraram nas ruas, muitas delas gritando Am Yisroel Chai! (O Povo de Israel Vive!) — uma afirmação tradicional de renovação nacional para os judeus em todo o mundo, mas para Stalin um sinal perigoso de 'nacionalismo judaico burguês' que subvertia a autoridade do estado soviético."
Os historiadores Albert S. Lindemann e Richard S. Levy observam: "Quando, em outubro de 1948, durante os grandes dias santos, milhares de judeus se reuniram em torno da sinagoga central de Moscou para homenagear Golda Meir, a primeira embaixadora israelense, as autoridades ficaram especialmente alarmadas com os sinais de descontentamento judaico. Jeffrey Veidlinger escreve: "Em outubro de 1948, era óbvio que Mikhoels não era de forma alguma o único defensor do sionismo entre os judeus soviéticos. O renascimento da expressão cultural judaica durante a guerra fomentou um sentimento geral de ousadia entre as massas judaicas. Muitos judeus permaneceram alheios à crescente doutrina Zhdanov e à ameaça aos judeus soviéticos representada pela campanha em andamento contra os "cosmopolitas sem raízes". De fato, as atitudes oficiais em relação à cultura judaica eram ambivalentes durante esse período. Superficialmente, a cultura judaica parecia ser apoiada pelo Estado: esforços públicos eram feitos para sustentar o teatro iídiche após a morte de Mikhoels, o Eynikayt ainda estava publicando dentro do cronograma e, mais importante, a União Soviética reconheceu o estabelecimento de um Estado judeu na Palestina. Para a maioria dos judeus de Moscou, a situação dos judeus soviéticos nunca tinha sido melhor."

#### Expurgos
Em novembro de 1948, as autoridades soviéticas lançaram uma campanha para liquidar o que restava da cultura judaica. Os principais membros do Comitê Antifascista Judaico foram presos, acusados de traição, nacionalismo burguês e planejamento para estabelecer uma república judaica na Crimeia para servir aos interesses americanos. O Museu do Conhecimento Ambiental da Região Autônoma Judaica (criado em novembro de 1944) e o Museu Judaico de Vilnius (criado no fim da guerra) foram encerrados em 1948. O Museu Histórico-Etnográfico dos Judeus da Geórgia, criado em 1933, foi encerrado no final de 1951.
Em Birobidjã, as diversas instituições culturais judaicas que haviam sido estabelecidas sob a política anterior de Stalin de apoio à "cultura judaica proletária" na década de 1930 foram fechadas entre o final de 1948 e o início de 1949. Entre eles estavam o Teatro Iídiche Kaganovich, a editora iídiche, o jornal iídiche Birobidzhan, a biblioteca de livros em iídiche e hebraico e as escolas judaicas locais. O mesmo aconteceu com os teatros iídiche em toda a União Soviética, começando com o Teatro Iídiche de Odessa e incluindo o Teatro Estatal Judaico de Moscou.
No início de fevereiro de 1949, o microbiologista vencedor do Prêmio Stalin, Nikolay Gamaleya, um pioneiro da bacteriologia e membro da Academia de Ciências, escreveu uma carta pessoal a Stalin, protestando contra o crescente antissemitismo: "A julgar por indicações absolutamente indiscutíveis e óbvias, o reaparecimento do antissemitismo não vem de baixo, nem das massas... mas é dirigido de cima, pela mão invisível de alguém. O antissemitismo vem de algumas pessoas de alto escalão que assumiram cargos nos principais órgãos do partido." O cientista de noventa anos escreveu a Stalin novamente em meados de fevereiro, mencionando novamente o crescente antissemitismo. Em março, Gamaleya morreu, sem ter recebido qualquer resposta.
Durante a noite de 12 a 13 de agosto de 1952, lembrada como a "Noite dos Poetas Assassinados" (Ночь казнённых поэтов), treze dos mais proeminentes escritores em iídiche da União Soviética foram executados por ordem de Stalin. Entre as vítimas estavam Peretz Markish, David Bergelson e Itzik Feffer.
Em uma sessão do Politburo de 1º de dezembro de 1952, Stalin anunciou: "Todo nacionalista judeu é um agente do serviço de inteligência americano. Os nacionalistas judeus pensam que sua nação foi salva pelos EUA... Eles pensam que estão em dívida com os americanos. Entre os médicos, há muitos nacionalistas judeus."
Em 1952-1953, foi realizada uma campanha notável para remover discretamente os judeus de posições de autoridade nos serviços de segurança do Estado. Os historiadores russos Zhores e Roy Medvedev escreveram que, de acordo com o General Sudoplatov do MVD,  "todos os judeus foram removidos simultaneamente da liderança de serviços de segurança, mesmo aqueles em posições muito altas. Em fevereiro, as expulsões antijudaicas foram estendidas às filiais regionais do MGB. Uma diretiva secreta foi distribuída a todas as diretorias regionais do MGB em 22 de fevereiro, ordenando que todos os funcionários judeus do MGB fossem demitidos imediatamente, independentemente de patente, idade ou histórico de serviço...".
O mundo exterior não ficou alheio a esses acontecimentos, e até mesmo os principais membros do Partido Comunista dos EUA reclamaram da situação. No livro de memórias Being Red, o escritor americano e proeminente comunista Howard Fast relembra um encontro com o escritor soviético e delegado do Congresso Mundial da Paz, Alexander Fadeyev, nessa época. Fadeyev insistia em dizer "Não há antissemitismo na União Soviética", apesar das evidências de que "pelo menos oito figuras judaicas importantes no Exército Vermelho e no governo foram presas sob o que pareciam ser acusações forjadas. Jornais em língua iídiche foram suprimidos. Escolas que ensinavam hebraico foram fechadas."

#### Complô dos médicos
Em evidências secundárias e memórias, há uma visão de que o complô dos médicos tinha a intenção de desencadear repressões em massa e deportações de judeus, semelhante à transferência populacional de muitas outras minorias étnicas na União Soviética, mas o plano não foi executado devido à morte repentina de Stalin. Zhores Medvedev escreveu que não foram encontrados documentos que apoiassem o plano de deportação, e Gennady Kostyrchenko escreve o mesmo. No entanto, a questão permanece em aberto.
De acordo com Louis Rapoport, o genocídio estava planejado para começar com a execução pública dos médicos presos, e então os "seguintes incidentes aconteceriam", como "ataques a judeus orquestrados pela polícia secreta, a publicação da declaração pelos judeus proeminentes e uma enxurrada de outras cartas exigindo que ações fossem tomadas. Um programa de genocídio de três estágios seria seguido. Primeiro, quase todos os judeus soviéticos ... seriam enviados para campos a leste dos Urais ... Segundo, as autoridades colocariam os líderes judeus de todos os níveis uns contra os outros ... Também a MGB [Polícia Secreta] começaria a matar as elites nos campos, assim como eles mataram os escritores iídiche ... no ano anterior. O ... estágio final seria 'se livrar do resto.'"
Quatro grandes campos foram construídos no sul e oeste da Sibéria pouco antes da morte de Stalin em 1953, e havia rumores de que eles eram destinados aos judeus. Foi alegadamente criada uma Comissão Especial de Deportação para planear a deportação de judeus para estes campos.  Nikolay Poliakov, o secretário da Comissão de Deportação, declarou anos mais tarde que, de acordo com o plano inicial de Stalin, a deportação deveria começar em meados de fevereiro de 1953, mas a tarefa monumental de compilar listas de judeus ainda não tinha sido concluída.  Os judeus de “sangue puro” seriam deportados primeiro, seguidos pelos “mestiços” (polukrovki). Antes de sua morte em março de 1953, Stalin teria planejado a execução dos réus da conspiração dos médicos, que já estavam sendo julgados na Praça Vermelha em março de 1953, e então ele se apresentaria como o salvador dos judeus soviéticos, enviando-os para campos longe da população russa supostamente enfurecida.  Outras declarações descrevem detalhes adicionais da planejada deportação.
Em países do Bloco Oriental, foram organizados expurgos semelhantes contra judeus, como nos Julgamentos de Praga. Durante esse período, judeus soviéticos eram chamados de pessoas de etnia judaica. Um reitor do departamento de marxismo-leninismo de uma universidade soviética explicou a política para seus alunos: "Um de vocês perguntou se nossa atual campanha política pode ser considerada antissemita. O camarada Stalin disse: 'Nós odiamos os nazistas não porque eles são alemães, mas porque eles trouxeram um enorme sofrimento para nossa terra. O mesmo pode ser dito sobre os judeus.'" Também foi dito que na época da morte de Stalin, "nenhum judeu na Rússia poderia se sentir seguro." Durante todo esse tempo, a comunicação social soviética evitou o antissemitismo aberto e continuou a relatar a punição de funcionários por comportamento antissemita.

## Funcionários e família

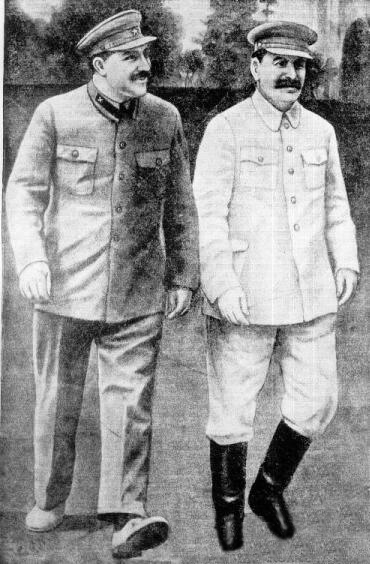
Stalin com Lazar Kaganovich (esquerda).

Stalin teve parentes e netos judeus. Alguns dos funcionários próximos de Stalin também eram judeus ou tinham esposas judias, incluindo Lazar Kaganovich, Maxim Litvinov e Lev Mekhlis. Muitos deles foram expurgados, incluindo a esposa de Nikolai Yezhov e Polina Zhemchuzhina, que era esposa de Vyacheslav Molotov, e também Bronislava Poskrebysheva. O historiador Geoffrey Roberts salienta que Stalin "continuou a festejar escritores e artistas judeus, mesmo no auge da campanha antissionista do início da década de 1950". No entanto, quando sua filha mais nova, Svetlana, se apaixonou pelo proeminente cineasta soviético Alexei Kapler, um judeu vinte e três anos mais velho que ela, Stalin ficou fortemente irritado com a relação. Segundo Svetlana, Stalin "estava mais irritado do que qualquer outra coisa pelo fato de Kapler ser judeu". Kapler foi condenado a dez anos de trabalhos forçados no Gulag sob a acusação de ser um "espião inglês". A filha de Stalin mais tarde se apaixonou por Grigori Morozov, também judeu, com quem se casou. Stalin concordou com o casamento depois de muita súplica por parte de Svetlana, mas se recusou a comparecer à cerimônia. O filho de Stalin, Yakov, também se casou com uma judia, Yulia Meltzer, e embora Stalin desaprovasse a princípio, ele começou a gostar dela. O biógrafo de Stalin, Simon Sebag Montefiore, escreveu que o filho de Lavrenty Beria registrou que seu pai poderia listar os casos de Stalin com mulheres judias.
Em suas memórias, Nikita Khrushchev escreveu: "Uma atitude hostil em relação à nação judaica foi uma grande deficiência de Stalin. Em seus discursos e escritos como líder e teórico, não houve nem mesmo uma sugestão disso. Deus nos livre de alguém afirmar que uma declaração dele cheirava a antissemitismo. Exteriormente, tudo parecia correto e apropriado. Mas em seu círculo íntimo, quando ele tinha a oportunidade de falar sobre alguma pessoa judia, ele sempre usava uma pronúncia enfaticamente distorcida. Essa era a maneira como pessoas atrasadas, sem consciência política, se expressavam na vida cotidiana — pessoas com uma atitude de desprezo em relação aos judeus. Elas deliberadamente mutilavam a língua russa, colocando um sotaque judeu ou imitando certas características negativas [atribuídas aos judeus]. Stalin adorava fazer isso, e se tornou um de seus traços característicos." Khrushchev ainda professou que Stalin frequentemente fazia comentários antissemitas após a Segunda Guerra Mundial.
Analisando várias explicações para o antissemitismo percebido de Stalin em seu livro The Lesser Terror: Soviet State Security, 1939–1953, o historiador Michael Parrish escreveu: "Foi sugerido que Stalin, que permaneceu antes de tudo um georgiano durante toda a sua vida, de alguma forma se tornou um 'Grande Russo' e decidiu que os judeus seriam um bode expiatório para os males da União Soviética. Outros, como o escritor polonês Aleksander Wat (ele próprio uma vítima), afirmam que Stalin não era antissemita por natureza, mas o pró-americanismo dos judeus soviéticos o forçou a seguir uma política deliberada de antissemitismo. As opiniões de Wat são, no entanto, coloridas pelo fato de que Stalin, por razões óbvias, inicialmente dependeu dos judeus comunistas para ajudar a executar suas políticas do pós-guerra na Polônia. Acredito que uma explicação melhor era o sentimento de inveja de Stalin, que o consumiu durante toda a sua vida. Ele também encontrou nos judeus um alvo conveniente. No final de 1930, Stalin, como indicam as memórias [de sua filha], estava sofrendo de um flagrante caso de antissemitismo."
Em Esau's Tears: Modern Anti-Semitism and the Rise of the Jews, o historiador Albert S. Lindemann escreveu: "É difícil determinar a atitude real de Stalin em relação aos judeus. Ele não apenas falou repetidamente contra o antissemitismo, mas seu filho e sua filha se casaram com judeus, e vários de seus tenentes mais próximos e devotados do final da década de 1920 até a década de 1930 eram de origem judaica, por exemplo, Lazar Moiseyevich Kaganovich, Maxim Litvinov e o notório chefe da polícia secreta, Guenrikh Yagoda. Não havia tantos judeus aliados a Stalin na direita do partido quanto havia aliados a Trotsky na esquerda, mas a importância de homens como Kaganovich, Litvinov e Yagoda torna difícil acreditar que Stalin abrigasse um ódio categórico a todos os judeus, como raça, da maneira que Hitler o fez. Estudiosos tão diversos em suas opiniões quanto Isaac Deutscher e Robert Conquest negaram que algo tão grosseiro e dogmático como o antissemitismo ao estilo nazista motivava Stalin. Pode ser suficiente simplesmente notar que Stalin era um homem de ódios altíssimos, suspeitas corrosivas e duplicidade impenetrável. Ele via inimigos em todos os lugares, e aconteceu que muitos de seus inimigos — virtualmente todos os seus inimigos — eram judeus, acima de tudo, o inimigo, Trotsky." Lindemann acrescentou que "os judeus no partido eram muitas vezes hábeis oradores, poliglotas e amplamente educados — todas as qualidades que Stalin não tinha. Observar, como sua filha Svetlana fez, que 'Stalin não gostava de judeus' não nos diz muito, já que ele 'não gostava' de nenhum grupo: seus ódios e suspeitas não conheciam limites; mesmo os membros do partido de sua Geórgia natal não estavam isentos. Não está claro se ele odiava os judeus com uma intensidade ou qualidade especial."